# Atwater (stanice metra v Montréalu)
Atwater je jedna z 27 stanic zelené linky montrealského metra (Angrignon – Honoré-Beaugrand), jejíž celková délka je 22,1 km. Ve směru z jihu na sever je tato stanice v pořadí devátá, v opačném směru devatenáctá. V době od otevření této linky metra v roce 1966 sloužila jako jedna z jejích konečných stanic až do rozšíření původní zelené linky o novou (dnes její jižní) část v roce 1976.
Stanice se nachází v hloubce 7,6 m. Její vzdálenost od předchozí stanice Lionel-Groulx činí 1 387,74 metrů a od následující stanice Guy-Concordia 681,54 metrů.

## Historie
Stanice Atwater byla otevřena 14. října 1966. Projektoval ji ateliér David, Boulva et Cleve.

Z hlediska historie stavby linky se tato stanice nachází v nejstarší části linky, která zahrnuje celkem 10 stanic (od stanice Atwater až po Frontenac), nachází se zhruba uprostřed zelené linky a byla zprovozněna v roce 1966.
Druhý nejstarší úsek je severní část, o kterou se zelená linka rozšířila v roce 1976. Jde o celkem 9 stanic mezi Préfontaine a Honoré-Beaugrand.
Stanice v jižním úseku Angrignon až Lionel-Groulx tvoří služebně nejmladší část zelené linky montrealského metra, která byla otevřena v roce 1978.